# Tövishátúsáska-félék
A  tövishátúsáska-félék (Tetrigidae) az egyenesszárnyú rovarok rendjének egyik rendszertani családja. A Tetrigoidea öregcsalád egyetlen tagja. A csoportba mintegy 2000 faj tartozik.

## Nevük eredete
Magyar nevük jellegzetes torpajzsnyúlványukra utal. A Tetrigidae elnevezés eredete nem egyértelmű. Lehetséges hogy a komor, mogorva, nyers, durva jelentésű latin tetricus szóból ered. A másik lehetőség hogy korábbi nevét, a Tettigidae-t módosították (az a Tettix - a Tetrix szinonimája - genusnévből ered), miután kiderült, hogy a Tettigidae a Cicadidae (énekeskabóca-félék) szinonimája.

## Jellemzőik

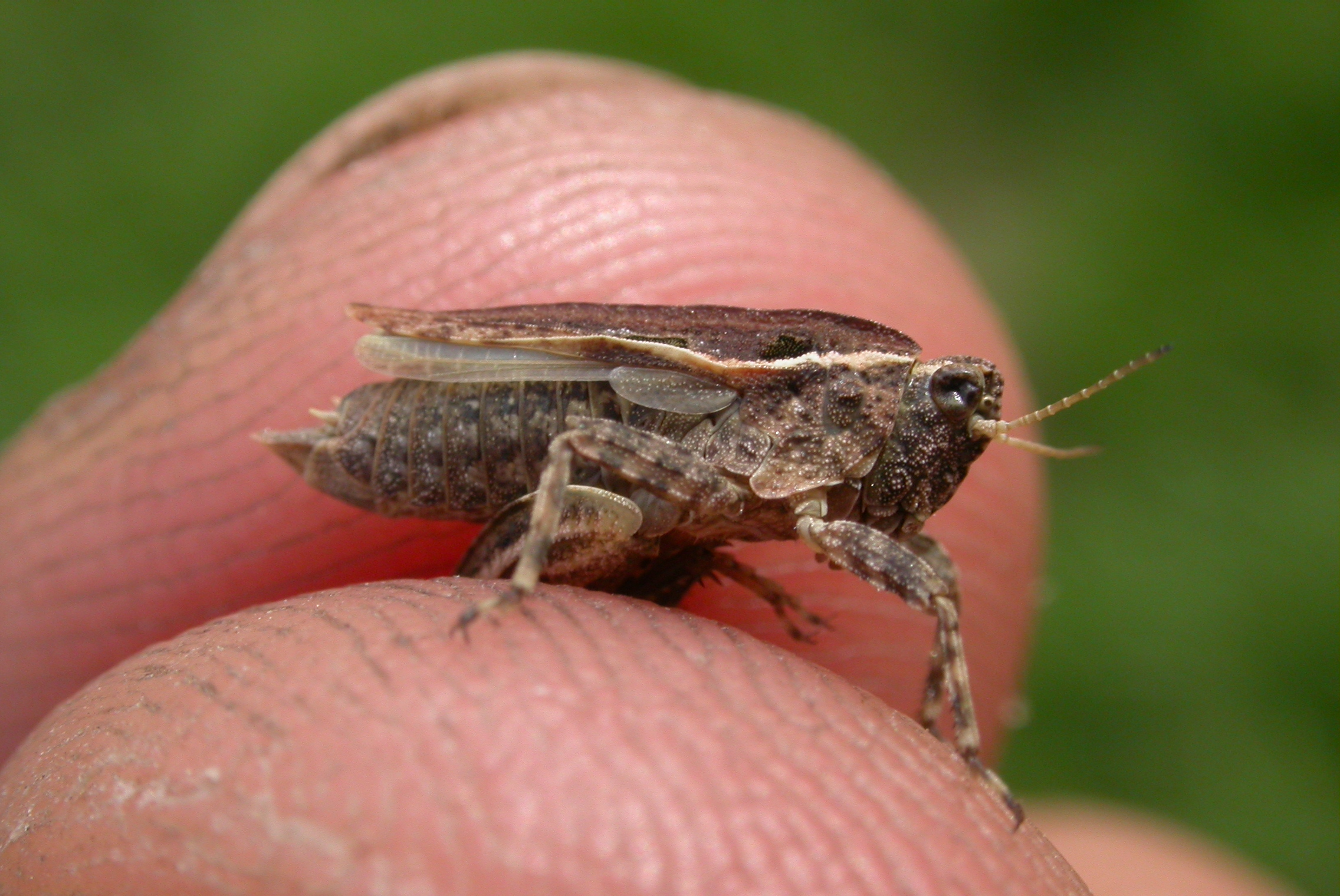
A vékonycsápú tövishátúsáskán oldalról jól látszik a szárnyakat védő, majdnem a potroh végéig érő torpajzs

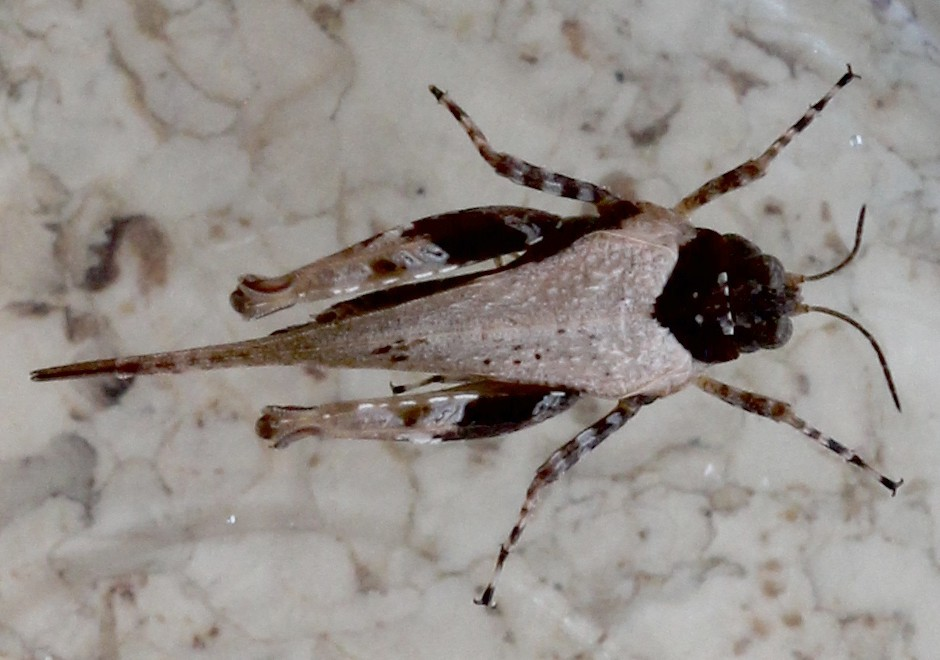
Tövishátúsáska felső nézetben. Jól látható a hátsó láb masszív, megvastagodott combja.

A tövishátúsáskák többnyire 20 mm-nél kisebbek és jellegzetességük a hátrafelé hosszan, tövisszerűen megnyúlt torpajzs (pronotum), amely hegyesen végződik és elérheti a potroh végét is. A többi egyenesszárnyú torpajzsa rövid, sem a szárnyat, sem a potrohot nem takarja. Suínük többnyire a környezethez alkalmazkofó rejtőszín. Egyes fajok torpajzsa levelet, kavicsot vagy ágat utánoz. Egyéb jellegzetességeik közé tartozik, hogy a végtagjaik végén a karmok között nincs kidomborodó lebeny (arolium), az első torlemez nyakörvszerűen módosult (sternomentum), a lábvégi (tarsus) ízek 2-2-3 képletet követnek, a pikkelyszerű elülső és jól fejlett hátsó szárny.

## Életmódjuk
A mérsékelt égöv alatt gyakran tó- és patakpartokon élnek, ahol moszatokkal, kovamoszatokkal táplálkoznak. Az észak-amerikai Paratettix aztecus és Paratettix mexicanus például 80-100%-ban vízi táplálékot fogyaszt. A vízparti fajok jól úsznak és megzavarásuk eseténe a vízbe ugranak A Scelimenini tribus tagjai teljesen vízi életmódhoz alkalmazkodtak és víz alatt is képesek úszni.
Legtöbb fajuk a trópusi erdőkben található. Egyes trópusi sáskák a fákon, a lombkoronában élnek, a faágakat borító mohák és zuzmók között mozognak; míg mások a talajon laknak.
A többi egyenesszárnyúhoz hasonlóan egyedfejlődésük hemimetabolikus, vagyis a petéből kikelő lárvák a felnőttre hasonlítanak (ún. nimfák) és több vedlést követően érik el a végső érettséget. Sok sáskától és szöcskétől eltérően a mérsékelt övi tövishátúsáskák egy része imágóként is áttelelhet.

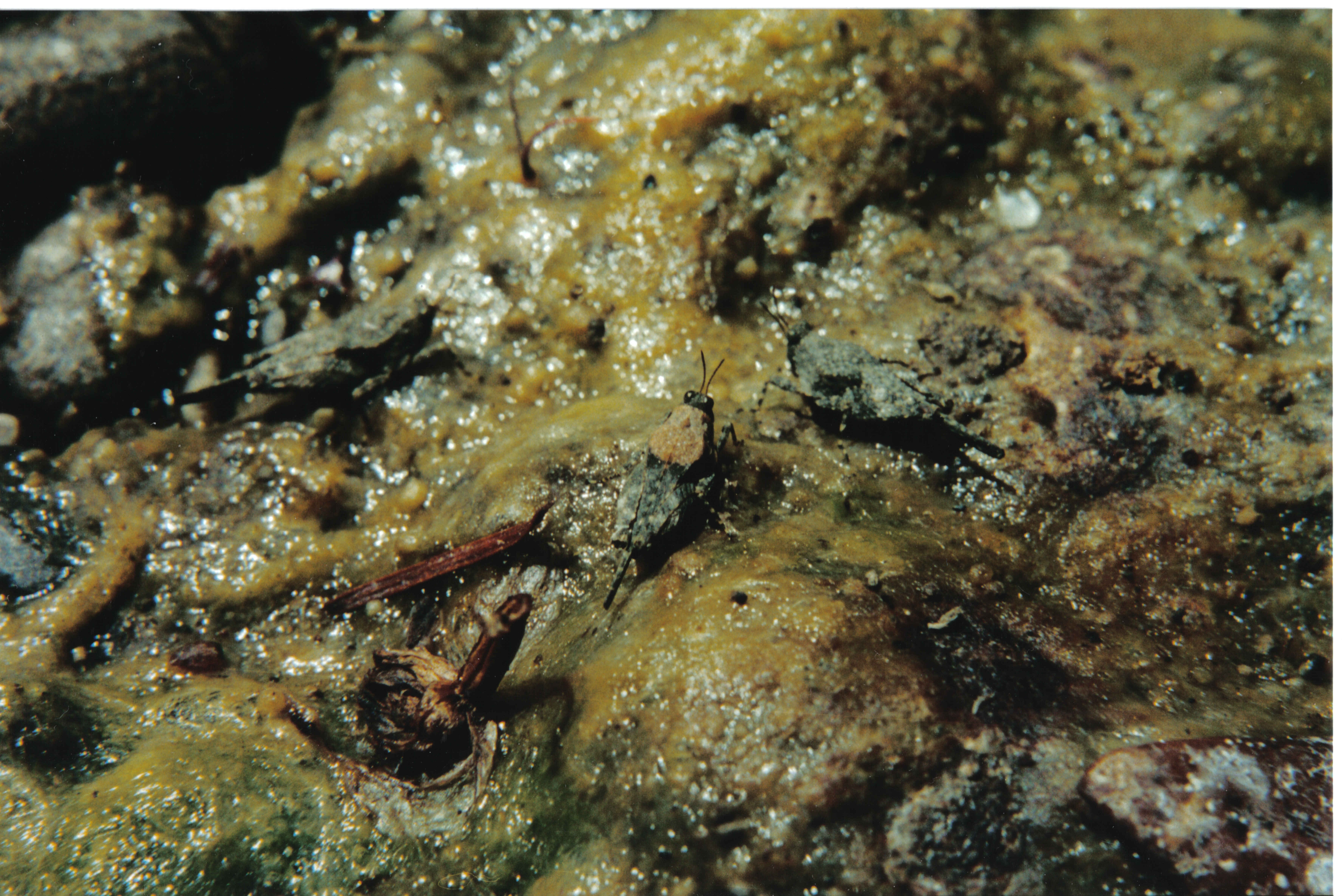
Algát evő Paratettix aztecus

## Osztályozása
A családba mintegy 2000 faj tartozik. Közülük Magyarországon 6 faj fordul elő (valamennyi a Tetrix nem tagja), egyesek viszonylag gyakoriak.

### Batrachideinae alcsalád

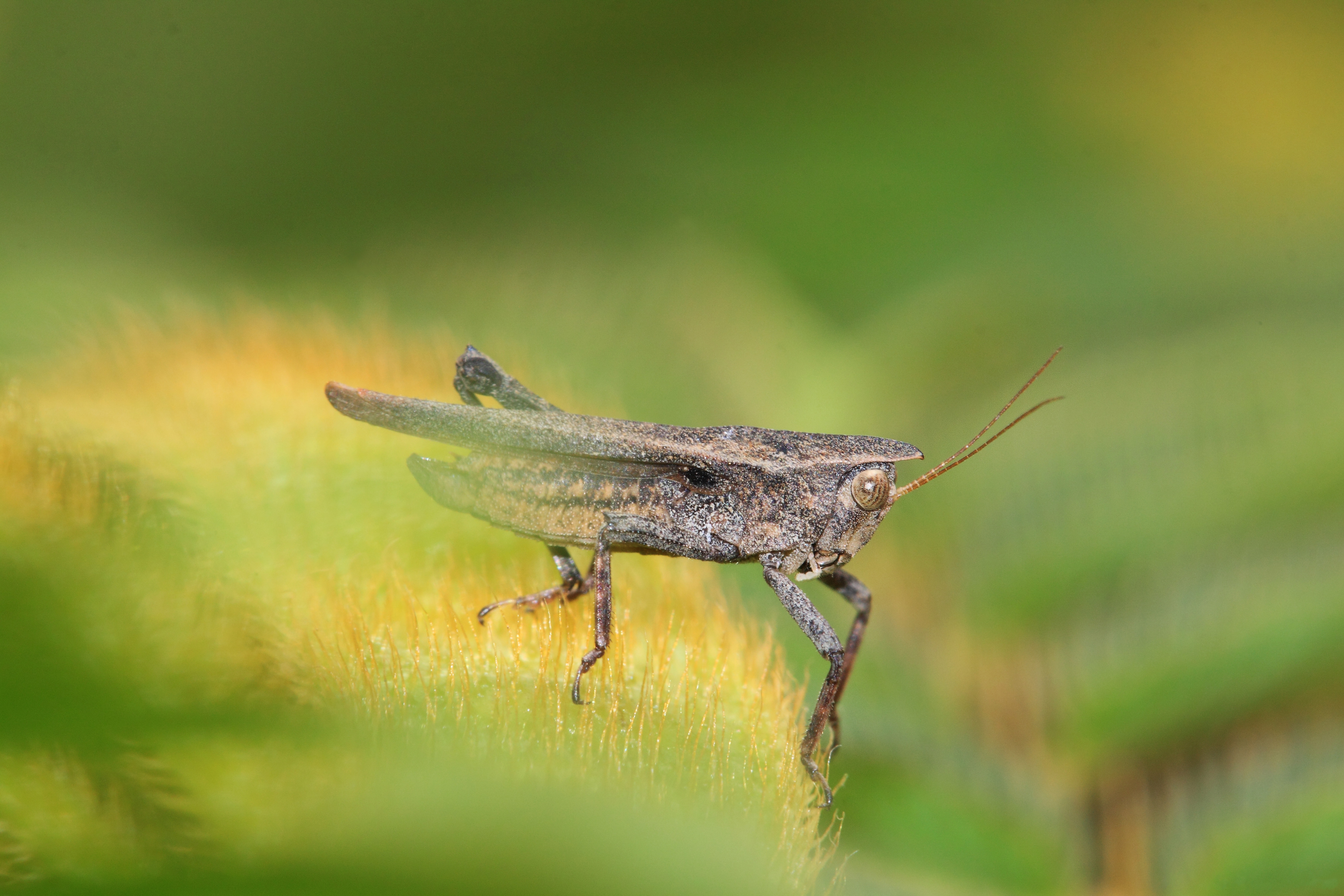
Saussurella cornuta

- Batrachideini tribus (Bolívar, 1887)
  - Batrachidea Serville, 1838
  - Cranotettix Grant, 1955
  - Danatettix Thomas, Skejo & Heads, 2019
  - †Eotetrix Gorochov, 2012
  - Eutettigidea Hancock, 1914
  - Halmatettix Hancock, 1909
  - Lophoscirtus Bruner, 1910
  - Paurotarsus Hancock, 1900
  - Paxilla Bolívar, 1887
  - Plectronotus Morse, 1900
  - Puiggaria Bolívar, 1887
  - Rehnidium Grant, 1956
  - Scaria Bolívar, 1887
  - Tettigidea Scudder, 1862
- Bufonidini tribus (Hancock, 1907)
  - Anaselina'-' Storozhenko, 2019
  - Bufonides Bolívar, 1898
  - Hyperyboella Günther, 1938
  - Paraselina Storozhenko, 2019
  - Selivinga Storozhenko, 2019
  - Vilma Steinmann, 1973
  - Vingselina Sjöstedt, 1921
- Cassitettigini tribus (Yin, 1984)
  - Ascetotettix Grant, 1956
  - Palaioscaria Günther, 1936
  - Phloeonotus Bolívar, 1887
  - Saussurella Bolívar, 1887
  - Wiemersiella Tumbrinck, 2014

### Cladonotinae alcsalád

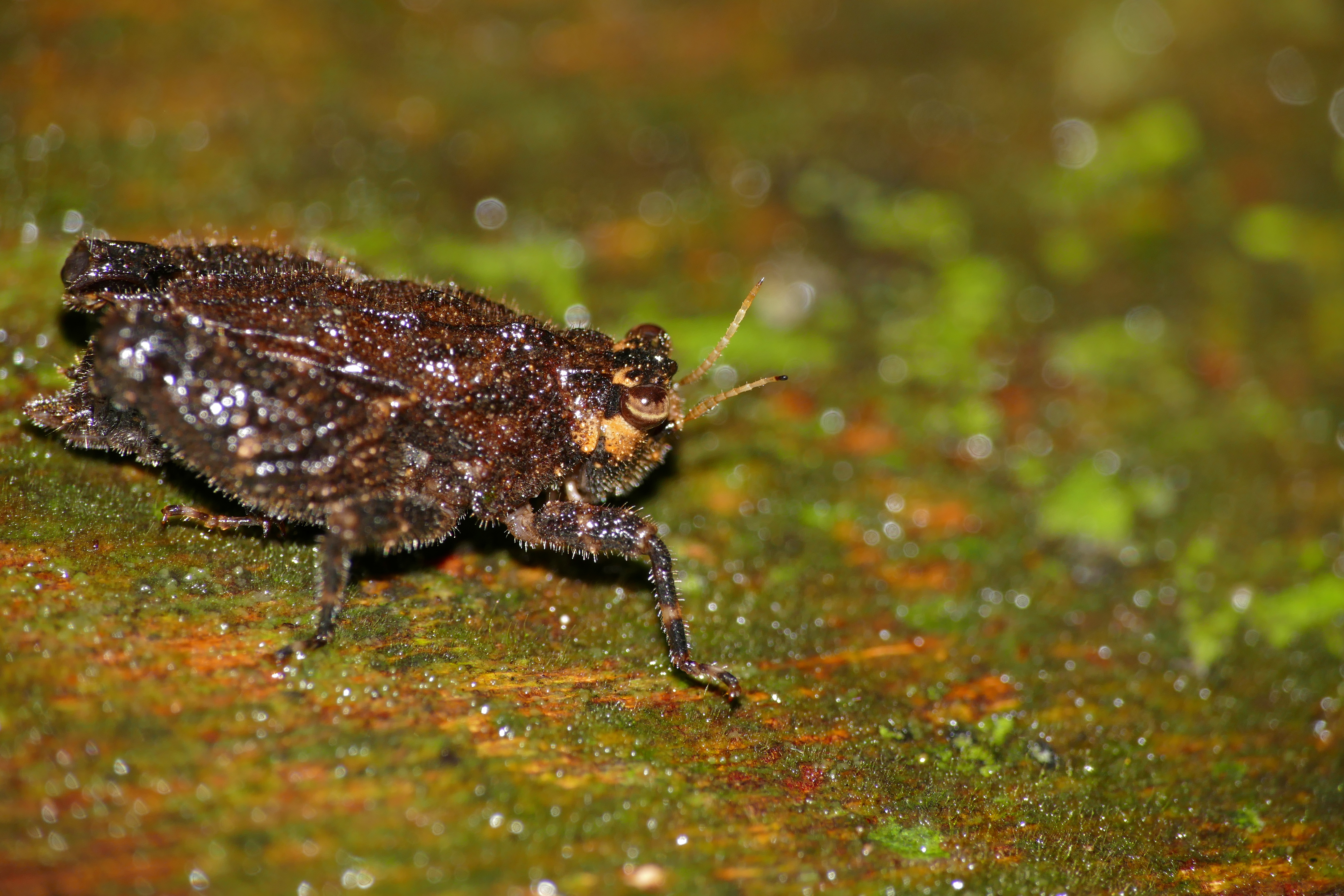
Potua morbillosa (Borneó)

- Choriphyllini tribus (Cadena-Castañeda & Silva, 2019)
  - Choriphyllum Serville, 1838
  - Phyllotettix Hancock, 1902
- Cladonotini tribus (Bolívar, 1887)
  - Boczkitettix Tumbrinck, 2014
  - Cladonotus Saussure, 1862
  - Deltonotus Hancock, 1904
  - Diotarus Stål, 1877
  - Dolatettix Hancock, 1907
  - Gignotettix Hancock, 1909
  - Hancockella Uvarov, 1940
  - Holoarcus Hancock, 1909
  - Hymenotes Westwood, 1837
  - Misythus Stål, 1877
  - Piezotettix Bolívar, 1887
- Epitettigini tribus (Storozhenko, 2023)
  - Epitettix Hancock, 1907
  - Ingrischitettix Tumbrinck, 2014
  - Pseudohyboella Günther, 1938
  - Yunnantettix Zheng, 1995
- Trusmaditetrigini tribus (Storozhenko, 2023)
  - Devriesetettix Tumbrinck, 2014
  - Eurymorphopus Hancock, 1907
  - Ichikawatettix Tumbrinck, 2014
  - Planotettix Tumbrinck, 2014
  - Tepperotettix Rehn, 1952
  - Trusmaditetrix Storozhenko, 2023
- Valalyllini tribus (Deranja, Kasalo, Adžić, Franjević & Skejo, 2022)
  - Lepocranus Devriese, 1991
  - Valalyllum Deranja, Kasalo, Adžić, Franjević & Skejo, 2022
- Xerophyllini tribus (Günther, 1979)
  - Acmophyllum Karsch, 1890
  - Astyalus Rehn, 1938
  - Cladonotella Hancock, 1909
  - Cladoramus Hancock, 1907
  - Gestroana Berg, 1898
  - Morphopoides Rehn, 1930
  - Morphopus Bolívar, 1905
  - Notredamia Skejo, Deranja & Adžić, 2020
  - Pantelia Bolívar, 1887
  - Paulytettix Devriese, 1999
  - Potua Bolívar, 1887
  - Royitettix Devriese, 1999
  - Sanjetettix Devriese, 1999
  - Seyidotettix Rehn, 1938
  - Tettilobus Hancock, 1909
  - Trachytettix Stål, 1876
  - Trypophyllum Karsch, 1890
  - Xerophyllum Fairmaire, 1846
- Besorolatlan nemek
  - Afrolarcus Günther, 1979
  - Aspiditettix Liang, Chen, Li & Chen, 2009
  - Deltonotusoides Deng, 2021
  - Eleleus Bolívar, 1887
  - Fieberiana Kirby, 1914
  - Hainantettix Deng, 2020
  - Hippodes Karsch, 1890
  - Microthymochares
  - Nesotettix Holdhaus, 1909
  - Pelusca Bolívar, 1912
  - Peraxelpa Sjöstedt, 1932
  - Stegaceps Hancock, 1913
  - Tetradinodula Zha, 2017
  - Thymochares Rehn, 1929
  - Tondanotettix Willemse, 1928
  - Tuberfemurus Zheng, 1992
- Willemsetettix Tumbrinck, 2014

### Lophotettiginae alcsalád
- Lophotettix Hancock, 1909
- Phelene Bolívar, 1906

### Metrodorinae alcsalád
- Amorphopini tribus (Günther, 1939)
  - Amorphopuss Serville, 1838
  - Eomorphopus Hancock, 1907

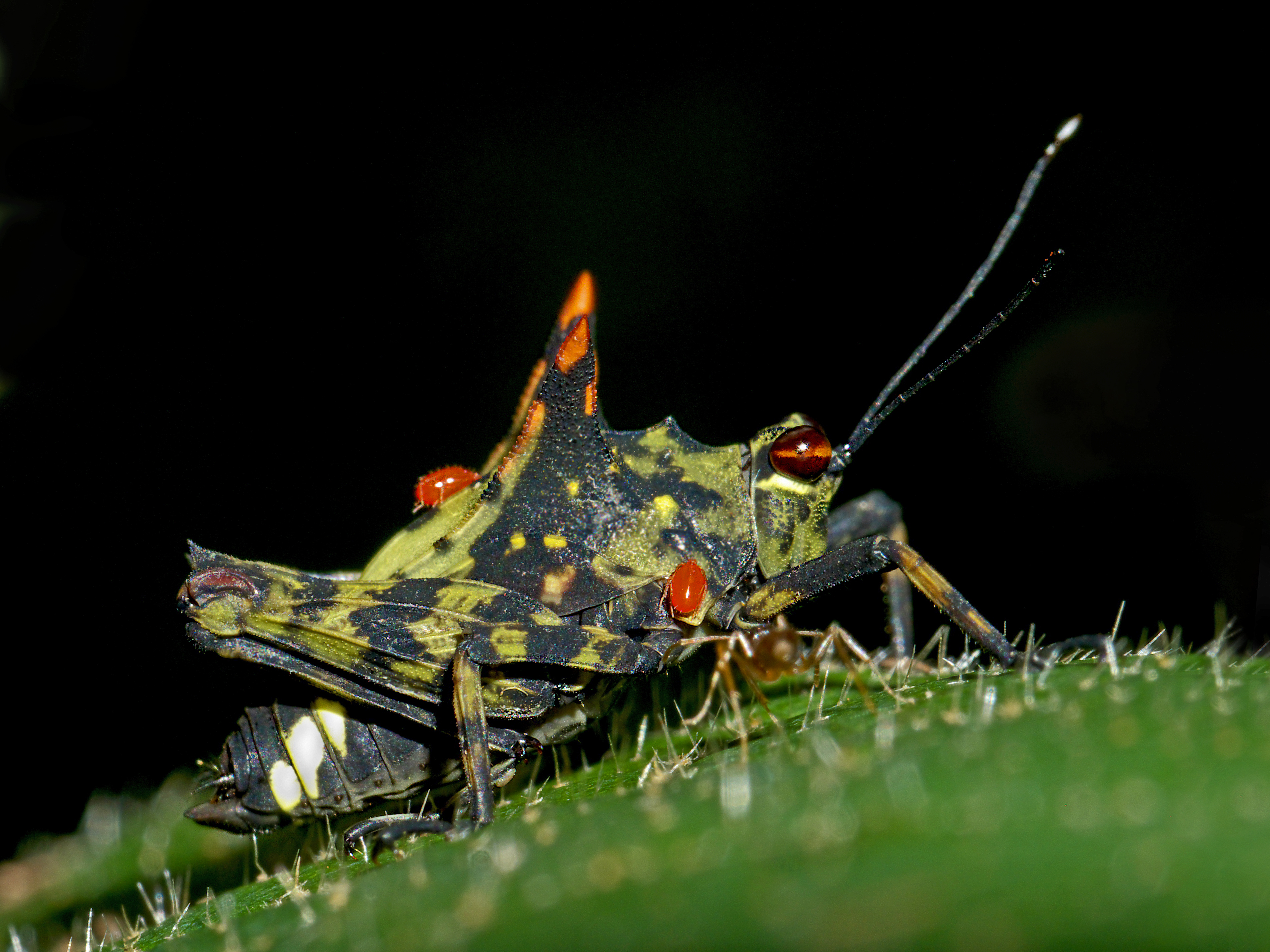
Holocerus taurus (Madagaszkár)

- Cleostratini tribus (Hancock, 1907)

- - Cleostratus Stål, 1877
  - Dravidacris Bhaskar & Kasalo, 2022
  - Indomiriatra Tinkham, 1939
  - Metopomystrum Günther, 1939
  - Miriatroides Zheng & Jiang, 2002
  - Procytettix Bolívar, 1912
  - Pseudomitraria Hancock, 1907
  - Rhopalina Tinkham, 1939
  - Rhynchotettix Hancock, 1907
  - Rostella Hancock, 1913
  - Spadotettix Hancock, 1910
  - Thyrsus Bolívar, 1887

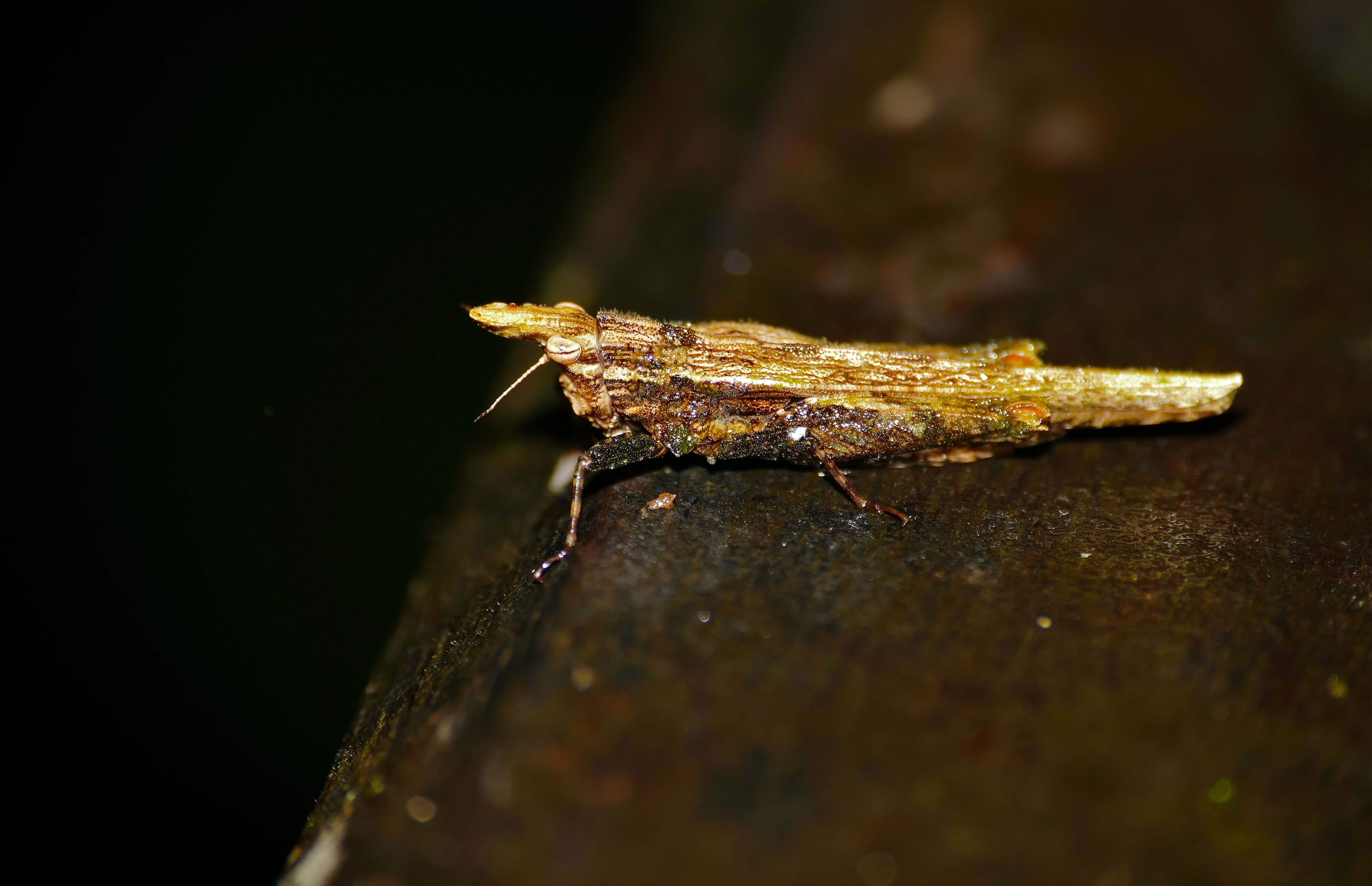
Rostella phyllocera (Borneó)

- Clinophaestini tribus (Storozhenko, 2013)
  - Birmana Brunner von Wattenwyl, 1893
  - Clinophaestus Storozhenko, 2013
- Metrodorini tribus (Bolívar, 1887)
  - Antillotettix Perez-Gelabert, 2003
  - Armasius Perez-Gelabert & Yong, 2014
  - †Baeotettix Heads, 2009
  - Bahorucotettix Perez-Gelabert, Hierro & Otte, 1998
  - Cota Bolívar, 1887
  - Cubanotettix Perez-Gelabert, Hierro & Otte, 1998
  - Cubonotus Perez-Gelabert, Hierro & Otte, 1998
  - †Electrotettix Heads & Thomas, 2014
  - Haitianotettix Perez-Gelabert, Hierro & Otte, 1998
  - Hancockiella Cadena-Castañeda & Cardona, 2015
  - Hottettix Perez-Gelabert, Hierro & Otte, 1998
  - Metrodora Bolívar, 1887
  - Miriatra Bolívar, 1906
  - Mucrotettix Perez-Gelabert, Hierro & Otte, 1998
  - Sierratettix Perez-Gelabert, Hierro & Otte, 1998
  - Tiburonotus Perez-Gelabert, Hierro & Otte, 1998
  - Truncotettix Perez-Gelabert, Hierro & Otte, 1998
- Ophiotettigini tribus (Tumbrinck & Skejo, 2017)
  - Halmahera Storozhenko, 2016
  - Ophiotettix Walker, 1871
  - Paraspartolus Günther, 1939
  - Rhopalotettix Hancock, 1910
  - Spartolus Stål, 1877
  - Uvarovithyrsus Storozhenko, 2016

Besorolatlan nemek:
- - Afrosystolederus Devriese & Husemann, 2023
  - Allotettix Hancock, 1899
  - Amphinotulus Günther, 1939
  - Amphinotus Hancock, 1915
  - Andriana Rehn, 1929
  - Apterotettix Hancock, 1904
  - Arexion Rehn, 1929
  - Austrohyboella Rehn, 1952
  - Bara Rehn, 1929
  - Bermania Storozhenko, 2012
  - Bolivaritettix Günther, 1939
  - Bullaetettix Günther, 1937
  - Calyptraeus Wang, 2001
  - Camelotettix Hancock, 1907
  - Centrosotettix Günther, 1939
  - Charagotettix Brancsik, 1893
  - Chiriquia Morse, 1900
  - Cingalina Hebard, 1932
  - Cingalotettix Günther, 1939
  - Cleostratoides Storozhenko, 2013
  - Concavetettix Deng, 2021
  - Cotys Bolívar, 1887
  - Cotysoides Zheng & Jiang, 2000
  - Crimisodes Hebard, 1932
  - Crimisus Bolívar, 1887
  - Cryptotettix Hancock, 1900
  - Eurybiades Rehn, 1929
  - Gorochovitettix Storozhenko & Pushkar, 2015
  - Hildegardia Günther, 1974
  - Holocerus Bolívar, 1887
  - Hovacris Rehn, 1929
  - Hyboella Hancock, 1915
  - Hybotettix Hancock, 1900
  - Isandrus Rehn, 1929
  - Macromotettix Günther, 1939
  - Macromotettixoides Zheng, Wei & Jiang, 2005
  - Mazarredia Bolívar, 1887
  - Melainotettix Günther, 1939
  - Mixohyboella Shishodia, 1991
  - Moluccasia Rehn, 1948
  - Notocerus Hancock, 1900
  - Ocytettix Hancock, 1907
  - Orthotettix Hancock, 1909
  - Orthotettixoides Zheng, 1998
  - Otumba Morse, 1900
  - Oxytettix Rehn, 1929
  - Paraguelus Günther, 1939
  - Paraphyllum Hancock, 1913
  - Platythorus Morse, 1900
  - Plesiotettix Hancock, 1907
  - Pseudoparatettix Günther, 1937
  - Pseudoxistrella Liang, 1991
  - Pterotettix Bolívar, 1887
  - Rehnitettix Günther, 1939
  - Salomonotettix Günther, 1939
  - Scabrotettix Hancock, 1907
  - Silanotettix Günther, 1959
  - Synalibas Günther, 1939
  - Systolederus Bolívar, 1887
  - Timoritettix Günther, 1971
  - Trigonofemora Hancock, 1906
  - Xistra Bolívar, 1887
  - Xistrella Bolívar, 1909
  - Xistrellula Günther, 1939

### Scelimeninae alcsalád

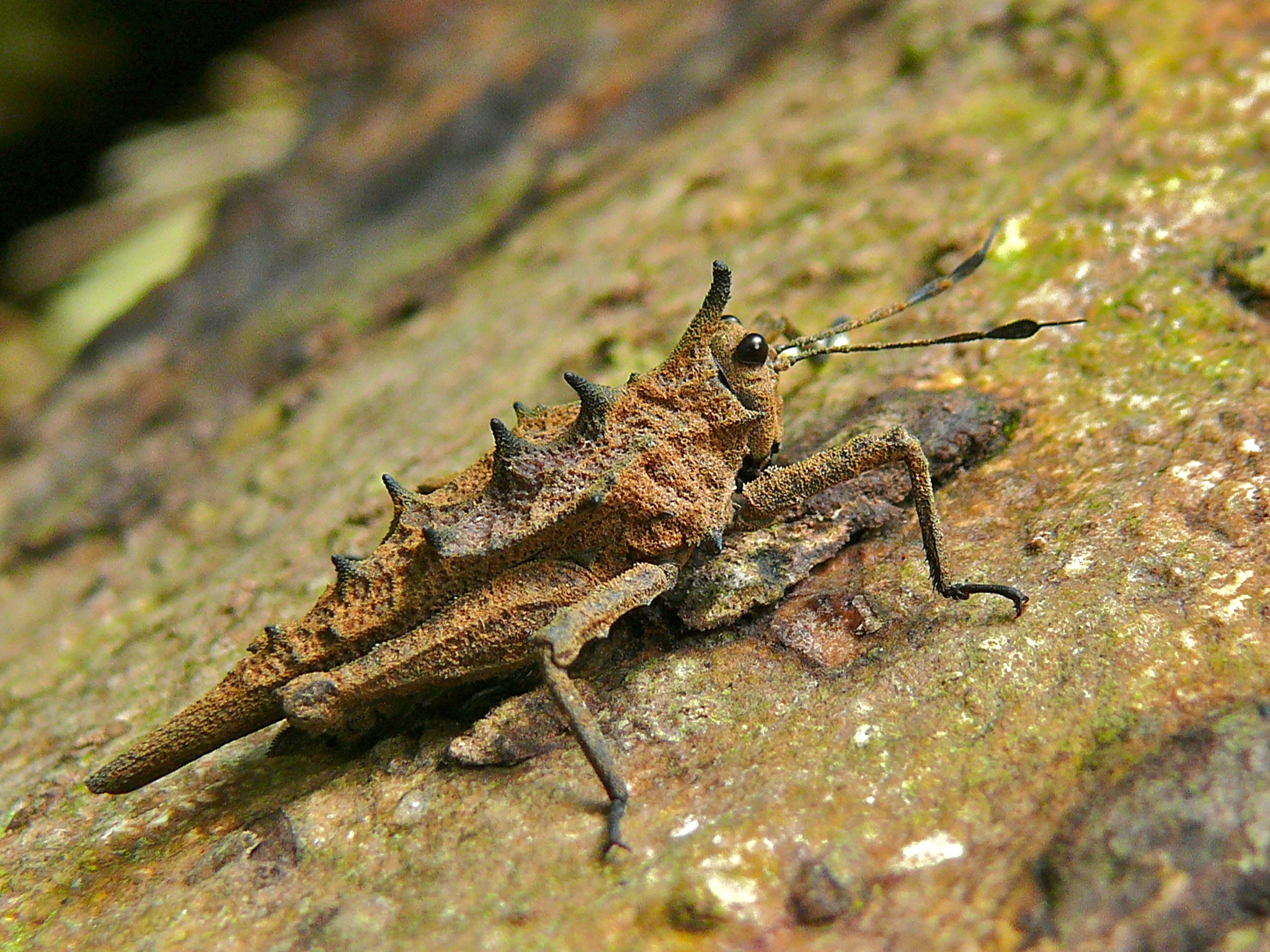
Discotettix belzebuth (Scelimeninae)

- Discotettigini tribus (Hancock, 1907)
  - Austrohancockia Günther, 1938
  - Disconius Skejo, Pushkar & Tumbrinck, 2022
  - Discotettix Costa, 1864
  - Eufalconius Günther, 1938
  - Gavialidium Saussure, 1862
  - Gibbotettix Zheng, 1992
  - Kraengia Bolívar, 1909
  - Paragavialidium Zheng, 1994
  - Tegotettix Hancock, 1913
- Scelimenini tribus (Hancock, 1907)
  - Amphibotettix Hancock, 1906
  - Euscelimena Günther, 1938
  - Falconius Bolívar, 1898
  - Indoscelimena Günther, 1938
  - Paramphibotettix Günther, 1938
  - Platygavialidium Günther, 1938
  - Tagaloscelimena Günther, 1938
  - Tefrinda Bolívar, 1906

Besorolatlan nemek:
- - Arulenus Stål, 1877
  - Dengonius Adžić, Deranja, Franjević & Skejo, 2020
  - Hebarditettix Günther, 1938
  - Hirrius Bolívar, 1887
  - Zhengitettix Liang, 1994

### Tetriginae alcsalád

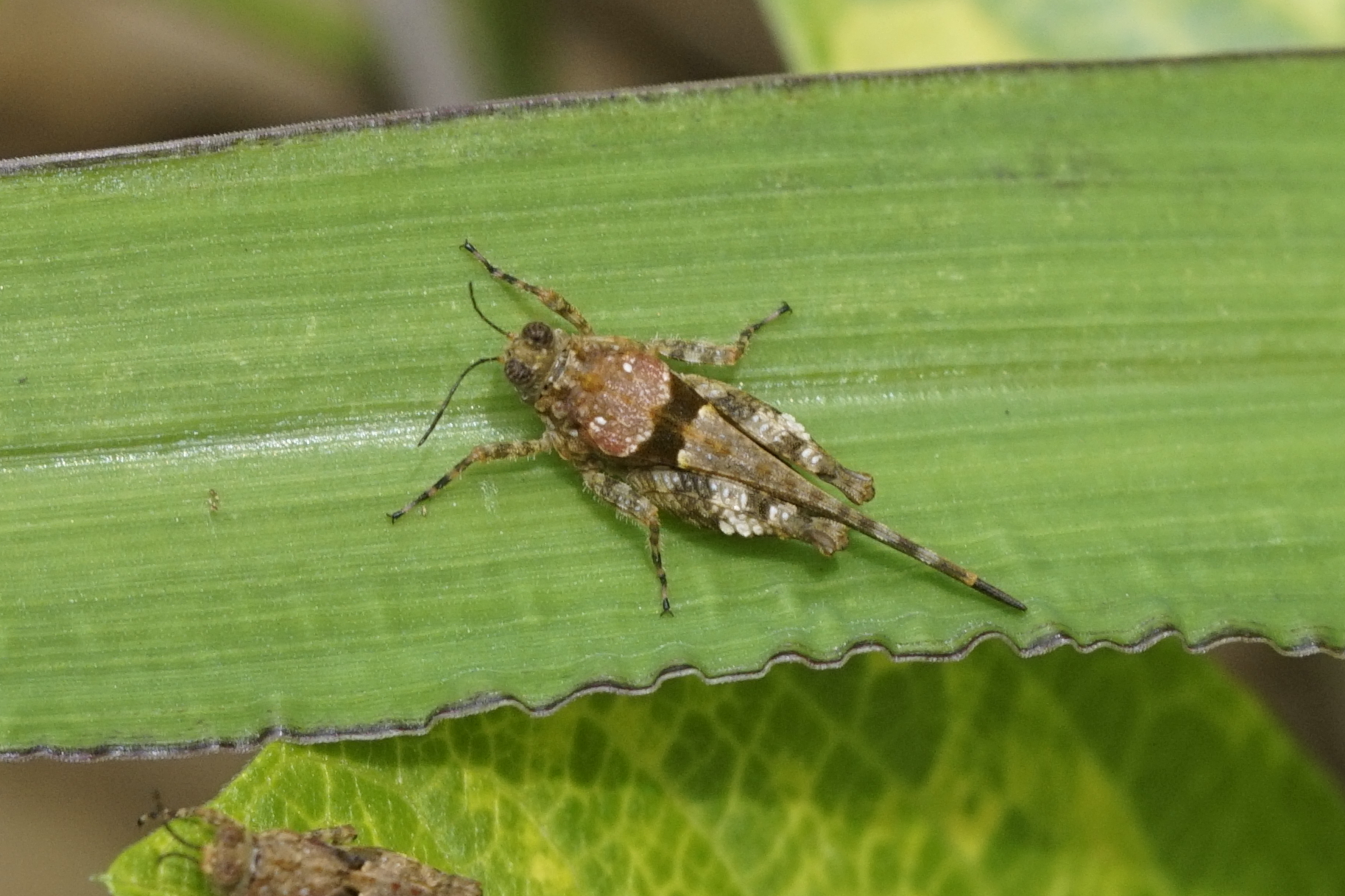
Paratettix faj

- Dinotettigini tribus (Günther, 1979)
  - Afrocriotettix Günther, 1938
  - Dinotettix Bolívar, 1905
  - Ibeotettix Rehn, 1930
  - Lamellitettix Hancock, 1904
  - Marshallacris Rehn, 1948
  - Pseudamphinotus Günther, 1979
- Tetrigini tribus (Serville, 1838)
  - Alienitettix Devriese, Nguyen & Husemann, 2023
  - Clinotettix Bey-Bienko, 1933
  - Euparatettix Hancock, 1904
  - Exothotettix Zheng & Jiang, 1993
  - Hedotettix Bolívar, 1887
  - Hydrotetrix Uvarov, 1926
  - Leptacrydium Chopard, 1945
  - Paratettix Bolívar, 1887
  - Pseudosystolederus Günther, 1939
  - Rectitettix Devriese, Nguyen & Husemann, 2023
  - Tetrix Latreille, 1802
  - Tettiella Hancock, 1909
  - Thibron Rehn, 1938

Besorolatlan nemek:
- - Aalatettix Zheng & Mao, 2002
  - Agkistropleuron Bruner, 1910
  - Alulatettix Liang, 1993
  - Bannatettix Zheng, 1993
  - Bienkotetrix Karaman, 1965
  - Carolinotettix Willemse, 1951
  - Clypeotettix Hancock, 1902
  - Coptottigia Bolívar, 1912
  - Danielatettix Cadena-Castañeda, 2021
  - Ergatettix Kirby, 1914
  - Formosatettix Tinkham, 1937
  - Formosatettixoides Zheng, 1994
  - Lamellitettigodes Günther, 1939
  - Liotettix Bolívar, 1906
  - Macquillania Günther, 1972
  - Micronotus Hancock, 1902
  - Neocoptotettix Shishodia, 1984
  - Neotettix Hancock, 1898
  - Nomotettix Morse, 1894
  - Ochetotettix Morse, 1900
  - Oxyphyllum Hancock, 1909
  - Sciotettix Ichikawa, 2001
  - Skejotettix Subedi, 2022
  - Stenodorsus Hancock, 1906
  - †Succinotettix Piton, 1938
  - Teredorus Hancock, 1907
  - Tettiellona Günther, 1979
  - Xiaitettix Zheng & Liang, 1993

### Tripetalocerinae alcsalád

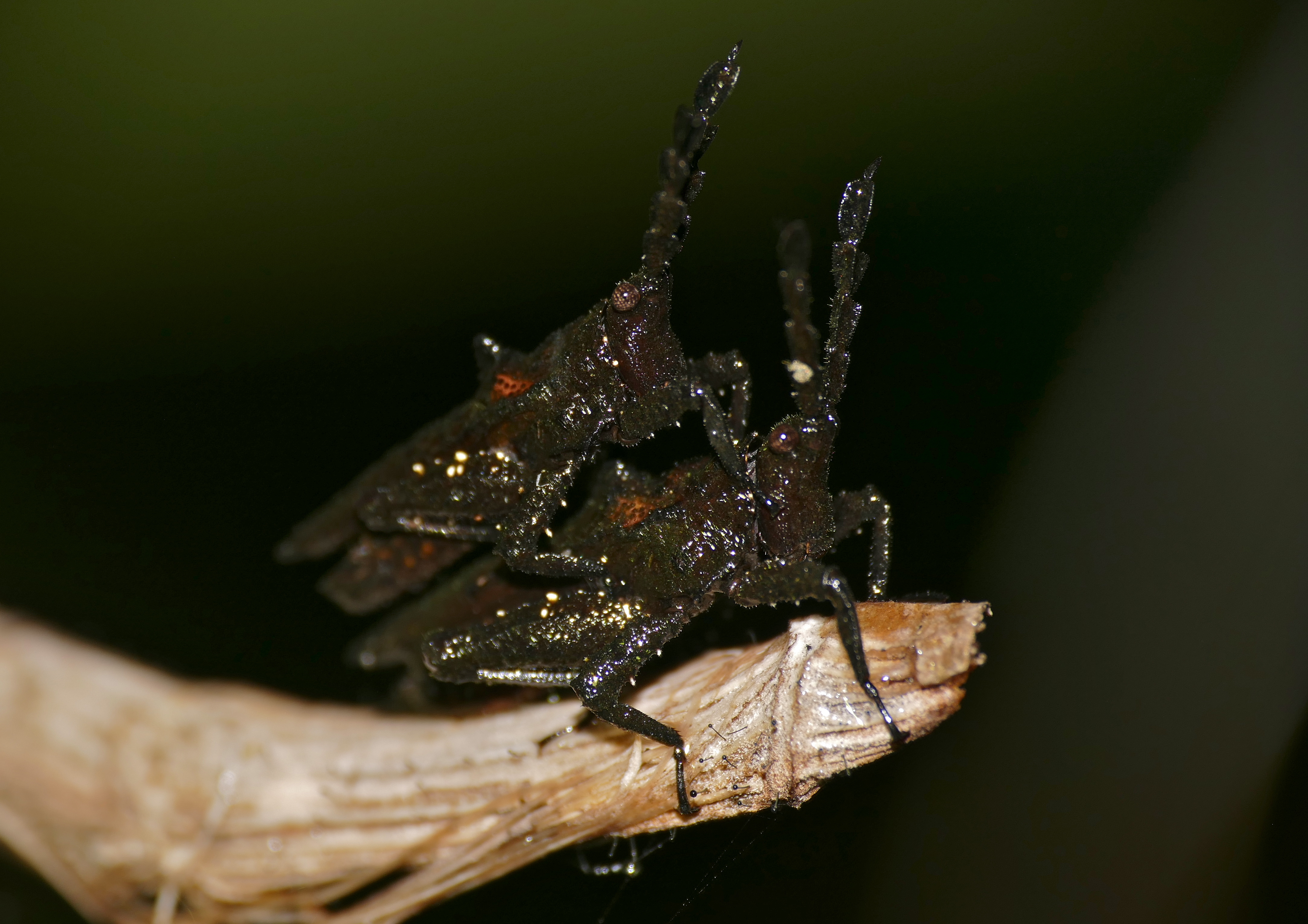
Tripetalocera ferruginea

- Tripetalocerini tribus (Bolívar, 1887)
  - Tripetalocera Westwood, 1834
  - Tripetaloceroides Storozhenko, 2013
- Criotettigini tribus (Kevan, 1966)
  - Criotettix Bolívar, 1887
  - Dasyleurotettix Rehn, 1904
- Thoradontini tribus (Kevan, 1966)
  - Aryalidonta Subedi & Kasalo, 2023
  - Eucriotettix Hebard, 1930
  - Loxilobus Hancock, 1904
  - Thoradonta Hancock, 1909

Besorolatlan nemek:
- - †Archaeotetrix Sharov, 1968
  - Bolotettix Hancock, 1907
  - Coptotettix Bolívar, 1887
  - Cyphotettix Rehn, 1952
  - †Eozaentetrix Zessin, 2017
  - Euloxilobus Sjöstedt, 1936
  - Paramphinotus Zheng, 2004
  - Peronotettix Rehn, 1952
  - Phaesticus Uvarov, 1940
  - Probolotettix Günther, 1939
  - †Prototetrix Sharov, 1968
  - Syzygotettix Günther, 1938
  - Tettitelum Hancock, 1915

## Fordítás
- Ez a szócikk részben vagy egészben  a   Tetrigidae című angol Wikipédia-szócikk ezen változatának fordításán alapul.  Az eredeti cikk szerkesztőit annak laptörténete sorolja fel. Ez a jelzés csupán a megfogalmazás eredetét és a szerzői jogokat jelzi, nem szolgál a cikkben szereplő információk forrásmegjelöléseként.